# Peter McConnell
Peter McConnell (Pittsburgh, 1960) è un compositore statunitense, autore di colonne sonore per videogiochi.

## Biografia
Peter McConnell ha studiato musica all'università Harvard. Dopo la laurea ha lavorato per qualche tempo come tecnico del suono alla Lexicon, casa di produzione di accessori audio: in questo periodo conobbe il collega Michael Land. Fu proprio Land, nel 1991, a lanciarlo nel mondo dei videogiochi: i due, insieme al compositore Clint Bajakian, scrivono le musiche dell'avventura grafica Monkey Island 2: LeChuck's Revenge, della LucasArts. Per venire incontro alle difficoltà tecniche già sperimentate da Land l'anno precedente, durante la composizione della colonna sonora di The Secret of Monkey Island, McConnell e lo stesso Land crearono il motore di gioco iMuse, che permetteva di sincronizzare l'audio con quanto accadeva sullo schermo: il sistema da allora fu utilizzato in quasi tutti gli altri giochi della LucasArts.
Negli anni novanta McConnell ha continuato a lavorare alla LucasArts, legando il suo nome soprattutto alle avventure grafiche: insieme agli altri due compositori della casa, ha lavorato alle colonne sonore di Indiana Jones and the Fate of Atlantis, Sam & Max Hit the Road e Day of the Tentacle. Ha supervisionato anche gli aspetti tecnici di alcuni videogiochi della serie di Star Wars. Dopo aver composto le musiche di Grim Fandango - la cui colonna sonora fu anche messa in vendita separatamente - McConnell lasciò l'azienda. Vi tornò come freelance nel 2000, collaborando insieme ai suoi due storici colleghi a Fuga da Monkey Island.
Negli ultimi anni ha lavorato come compositore a vari progetti della Double Fine Productions di Tim Schafer, come Psychonauts e Brütal Legend, oltre che ai platform della serie Sly.

## Videogiochi

### Come compositore
- Monkey Island 2: LeChuck's Revenge (1991)
- Indiana Jones and the Fate of Atlantis (1992)
- Sam & Max Hit the Road (1993)
- Day of the Tentacle (1993)
- Star Wars: TIE Fighter (1994)
- Full Throttle (1995)
- Afterlife (1996)
- Grim Fandango (1998)
- Fuga da Monkey Island (2000)
- The Bard's Tale (2004)
- Sly 2: La banda dei ladri (2004)
- Psychonauts (2005)
- Sly 3: L'onore dei ladri (2005)
- Insecticide (2008)
- Brütal Legend (2009)
- Costume Quest (2010)
- Stacking (2011)
- Iron Brigade (2011)
- Sly Cooper: Ladri nel Tempo (2013)
- Broken Age (2014)
- Costume Quest 2 (2014)
- Psychonauts 2 (2021)
- Return to Monkey Island (2022)

### Come tecnico del suono o supervisore delle musiche
- Star Wars: Rebel Assault (1993)
- Star Wars: X-Wing (1993)
- Star Wars: Dark Forces (1995)
- Star Wars: Jedi Knight: Dark Forces II (1997)
- Star Wars: Episodio I Racer (1999)